# جزيرة أسيانغي
جزيرة أسيانغي وهي جزيرة من جزر إندونيسيا، وتقع ضمن أرخبيل سولاوسي في إقليم غورونتالو.